# Ševala Zildžić-Iblizović
Ševala Zildžić-Iblizović (Sarajevo, 9. siječnja 1903. – 1978.), prva liječnica među muslimanima u BiH.

## Životopis
Rođena je 1903. godine u obitelji Zildžić. U to doba u većina muslimanskih žena bila je nepismena i nije bila praksa da se djevojčice školuju, posebno muslimanske. Njeni su roditelji htjeli ju obrazovati usprkos toj praksi. 1919. godine pokušala je upisati Mušku gimnaziju, što je odbila školska uprava. Roditelji su joj dali potporu kad je zatražila dozvolu za školovanje od tadašnjeg reisul-uleme Džemaludina Čauševića, što joj je uspjelo. Postala je prva muslimanka koja je s dječacima išla u školu. Trpjela je zlostavljanja. Gađali su ju kamenjem. Da bi barem dijelom izbjegla zlostavljanja, otac ju je u fijakeru odvozio i dovozio iz škole. Obitelj joj je zbog njena školovanja bila izložena nesmiljenom pritisku okoline. Mati Ajša nije mogla kupiti hranu jer joj prodavači nisu htjeli prodati hranu, sve zbog toga što joj kći pohađa školu za dječake. Odlazak u Zagreb na studij donio je promjene. 1925. godine upisala je studij medicine na Medicinskom fakultetu u Zagrebu. Tijekom studija udala se za studenta filozofije Muhameda Iblizovića. Zbog supruge je promijenio studij i početi studirati medicinu. Ševala je diplomirala je 1931. godine. Ševala je postala prva liječnica muslimanka, a ona i suprug postali su prvi muslimanski bračni par intelektualaca na Balkanu, i prva muslimanka liječnica u Kraljevini Jugoslaviji. Vijest su prenijele ugledne i tiražne američke novine. U Hrvatskoj je naišla na razumijevanje i kao žena je mogla napredovati. Počela je raditi kao demonstratorica na fakultetu. Kad su joj ponudili napredovanje na mjesto asistentice, odlučila se vratiti u rodni grad. Povratak u sredinu koja je ostala zarobljena u prošlosti značio je povratak u traume. Svudje je nailazila na zatvorena vrata. Na prvi je posao čekala čak dvije godine, kad se netko smilovao i ponudio joj posao. Zaposlila se u Gradskoj bolnici, na Infektivnom odjeljenju državne bolnice, u Higijenskom zavodu. U Drugom svjetskom ratu kad bolnica nije radila, nalazila je kako pomoći svim potrebitima, bez obzira na vjeru, naciju ili socijalno podrijetlo. Radnu karijeru završila je kao specijalistica, ginekologinja i pedijatrica u školskoj poliklinici dr. Mare Kurtović 1962. godine. Ševala se najviše bavila liječenjem žena i djece, suzbijanju zaraznih bolesti. Svjesna teškoća koje je prošla, ustrajala je u borbi protiv patrijarhalnih praksi te za emancipaciju žena. Osobito se borila za obrazovanje koje je bilo najsnažnije sredstvo za to. Umrla je 1978. godine od posljedica tumora.
Njoj u čast BH Pošta je tiskala poštansku marku s njenim likom 2002. godine, a jedna sarajevska ulica nosi njeno ime.